# Javairô Dilrosun
Javairô Joreno Faustino Dilrosun (Amsterdam, 22 giugno 1998) è un calciatore olandese, attaccante del Los Angeles FC.

## Caratteristiche tecniche
È un esterno destro forte fisicamente che dà il meglio di sé in campo aperto.

## Carriera

### Club

#### Giovanili
Dilrosun inizia la sua carriera nel settore giovanile dell'Ajax, per poi passare all'Academy del Manchester City nel 2014.
Rimane nelle giovanili del Manchester City fino al 2018, quando scade il suo contratto con il club inglese.

#### Hertha Berlino e prestito al Bordeaux
Il 3 maggio 2018 viene acquistato a parametro zero dall'Hertha Berlino con cui sottoscrive un contratto fino al 2022 a partire dalla stagione 2018/2019.
Esordisce il 2 settembre 2019 subentrando al 6' minuto a Karim Rekik in occasione della trasferta vinta 2-0 contro lo Schalke 04, fornendo l'assist per il gol dell'1-0 pochi minuti dopo il suo ingresso in campo.
La giornata successiva segna il suo primo gol aprendo le marcature al 61' dell'incontro pareggiato 2-2 contro il Wolfsburg.
Il 31 agosto 2021 viene ceduto in prestito al Bordeaux. A fine stagione non viene riscattato dai girondini.

#### Feyenoord
L'11 luglio 2022 fa ritorno in patria accasandosi al Feyenoord.

## Statistiche

### Presenze e reti nei club
Statistiche aggiornate al 30 giugno 2025.
| Stagione              | Squadra               | Campionato            | Campionato | Campionato | Coppe nazionali | Coppe nazionali | Coppe nazionali | Coppe continentali | Coppe continentali | Coppe continentali | Altre coppe | Altre coppe | Altre coppe | Totale | Totale |
| Stagione              | Squadra               | Comp                  | Pres       | Reti       | Comp            | Pres            | Reti            | Comp               | Pres               | Reti               | Comp        | Pres        | Reti        | Pres   | Reti   |
| --------------------- | --------------------- | --------------------- | ---------- | ---------- | --------------- | --------------- | --------------- | ------------------ | ------------------ | ------------------ | ----------- | ----------- | ----------- | ------ | ------ |
| 2018-2019             | Hertha Berlino        | BL                    | 17         | 2          | CG              | 1               | 0               | -                  | -                  | -                  | -           | -           | -           | 18     | 2      |
| 2019-2020             | Hertha Berlino        | BL                    | 23         | 4          | CG              | 2               | 0               | -                  | -                  | -                  | -           | -           | -           | 25     | 4      |
| 2020-2021             | Hertha Berlino        | BL                    | 12         | 0          | CG              | 1               | 0               | -                  | -                  | -                  | -           | -           | -           | 13     | 0      |
| set. 2021             | Hertha Berlino        | BL                    | 2          | 0          | CG              | 1               | 0               | -                  | -                  | -                  | -           | -           | -           | 3      | 0      |
| Totale Hertha Berlino | Totale Hertha Berlino | Totale Hertha Berlino | 54         | 6          |                 | 5               | 0               |                    | -                  | -                  |             | -           | -           | 59     | 6      |
| set. 2021-2022        | Bordeaux              | L1                    | 32         | 2          | CF              | 2               | 1               | -                  | -                  | -                  | -           | -           | -           | 34     | 3      |
| 2022-2023             | Feyenoord             | ED                    | 31         | 5          | CO              | 4               | 1               | UEL                | 8                  | 0                  | -           | -           | -           | 43     | 6      |
| 2023-feb.2024         | Feyenoord             | ED                    | 8          | 1          | CO              | 2               | 0               | UCL                | 1                  | 0                  | SO          | 1           | 0           | 12     | 1      |
| Totale Feyenoord      | Totale Feyenoord      | Totale Feyenoord      | 39         | 6          |                 | 6               | 1               |                    | 9                  | 0                  |             | 1           | 0           | 55     | 7      |
| 2024                  | América               | PD                    | 15         | 1          | -               | -               | -               | CCL                | 5                  | 0                  | LC          | 0           | 0           | 20     | 1      |
| 2024-2025             | América               | PD                    | 26         | 1          | -               | -               | -               | CCL                | 1                  | 0                  | CC+LC       | 1+0         | 1+0         | 28     | 2      |
| Totale America        | Totale America        | Totale America        | 41         | 2          |                 | -               | -               |                    | 6                  | 0                  |             | 1           | 1           | 48     | 3      |
| Totale carriera       | Totale carriera       | Totale carriera       | 191        | 17         |                 | 15              | 2               |                    | 15                 | 0                  |             | 2           | 1           | 223    | 20     |

### Cronologia presenze e reti in nazionale
| Cronologia completa delle presenze e delle reti in nazionale ― Paesi Bassi | Cronologia completa delle presenze e delle reti in nazionale ― Paesi Bassi | Cronologia completa delle presenze e delle reti in nazionale ― Paesi Bassi | Cronologia completa delle presenze e delle reti in nazionale ― Paesi Bassi | Cronologia completa delle presenze e delle reti in nazionale ― Paesi Bassi | Cronologia completa delle presenze e delle reti in nazionale ― Paesi Bassi | Cronologia completa delle presenze e delle reti in nazionale ― Paesi Bassi | Cronologia completa delle presenze e delle reti in nazionale ― Paesi Bassi |
| Data                                                                       | Città                                                                      | In casa                                                                    | Risultato                                                                  | Ospiti                                                                     | Competizione                                                               | Reti                                                                       | Note                                                                       |
| -------------------------------------------------------------------------- | -------------------------------------------------------------------------- | -------------------------------------------------------------------------- | -------------------------------------------------------------------------- | -------------------------------------------------------------------------- | -------------------------------------------------------------------------- | -------------------------------------------------------------------------- | -------------------------------------------------------------------------- |
| 19-11-2018                                                                 | Gelsenkirchen                                                              | Germania                                                                   | 2 – 2                                                                      | Paesi Bassi                                                                | UEFA Nations League 2018-2019 - 1º turno                                   | -                                                                          | 46’ 66’                                                                    |
| Totale                                                                     |                                                                            | Presenze                                                                   | 1                                                                          |                                                                            | Reti                                                                       | 0                                                                          |                                                                            |

## Palmarès

### Club

#### Competizioni nazionali
- Campionato olandese: 1

Feyenoord: 2022-2023
- Campionato messicano: 2

América: Clausura 2024, Apertura 2024

#### Competizioni internazionali
- Campeones Cup: 1

América: 2024